# Justin Tucker
Justin Paul Tucker (geboren am 21. November 1989 in Houston, Texas) ist ein US-amerikanischer American-Football-Spieler auf der Position des Placekickers. Er spielte College Football an der University of Texas, bevor er 2012 als ungedrafteter Free Agent von den Baltimore Ravens unter Vertrag genommen wurde. Zuletzt war er für die Ravens in der National Football League (NFL) aktiv und gewann mit ihnen Super Bowl XLVII. Er hält den Rekord für das längste Field Goal (66 Yards) in der NFL.
Tucker wurde – zu diesem Zeitpunkt vertragslos – von der NFL im Juni 2025 für zehn Spiele wegen eines Verstoßes gegen die Regeln der Liga zum Verhalten außerhalb des Spiels gesperrt, genauer wegen des Vorwurfs von sexuellen Übergriffen gegenüber 16 Masseusen. Die Baltimore Ravens wurden zuvor stark kritisiert, dass sie Tucker trotz einer offiziellen Null-Toleranzpolitik gegenüber sexuellen Übergriffen nicht entließen. Tucker bestritt die Vorwürfe.

## Frühe Jahre
Tucker besuchte die Westlake High School in Austin, Texas, wo er mit Nick Foles zusammen spielte.
Anschließend besuchte er die University of Texas, wo er in 52 Spielen für die Texas Longhorns spielte. In dieser Zeit verwandelte er 40 von 48 Field-Goal-Versuchen und alle seiner 71 PATs für insgesamt 190 Punkte.

## NFL

### Baltimore Ravens
Im NFL Draft 2012 wurde Tucker von keinem der 32 Teams ausgewählt, erhielt jedoch am 29. Mai 2012 einen Vertrag bei den Baltimore Ravens, wo er mit Billy Cundiff um den Startplatz kämpfen sollte. Nach guten Leistungen in der Preseason setzte er sich schließlich durch, und Cundiff wurde entlassen. Als Rookie zeigte er sich gleich als sehr präziser Kicker, als er alle seiner 42 PATs verwandelte und bei 33 Field-Goal-Versuchen nur drei verpasste. Am 12. Januar 2013 gelang ihm im Divisional-Round-Play-off-Spiel bei den Denver Broncos in der zweiten Overtime das siegbringende Field Goal aus 47 Yards Entfernung, wodurch die Ravens zum zweiten Mal in Folge das AFC Championship Game erreichten. Im Super Bowl XLVII gegen die San Francisco 49ers verpasste es Tucker, den ersten Versuch eines angetäuschten Field Goal in der Super-Bowl-Geschichte zu verwandeln, als ihm nur ein Yard zum First Down fehlte. Die Ravens gewannen dennoch mit 34–31.
Obwohl er am zweiten Spieltag der Saison 2013 zwei Field Goals gegen die Cleveland Browns verschoss, zeigte er über die gesamte Spielzeit hinweg konstant gute Leistungen. Beim 18:16-Sieg gegen die Detroit Lions erzielte er mit sechs verwandelten Field Goals alle Punkte seines Teams und stellte mit sechs verwandelten Field Goals in einem Spiel einen Ravens-Franchise-Rekord ein. Zudem erzielte er in diesem Spiel sein bisher weitestes Field Goal mit 61 Yards. Nach der Saison wurde er in seinen ersten Pro Bowl und zum All-Pro gewählt.
Nach der Saison 2015 belegten die Ravens Tucker mit dem Franchise Tag. Im Juni 2016 einigte er sich mit den Ravens schließlich auf einen neuen Vierjahresvertrag über 16,8 Millionen US-Dollar, der ihn zum zweitbestbezahlten Kicker der NFL nach Stephen Gostkowski machte.
Am 3. Spieltag der Saison 2021 gelang ihm gegen die Detroit Lions mit einem NFL-Rekord das entscheidende Field Goal aus 66 Yards mit verbleibenden drei Sekunden im 4. Viertel zum 19:17 für Baltimore. Dabei tippte der Ball auf die Querstange des Tores und sprang von dort durch die Stangen.
Am 11. Dezember 2022 überholte Tucker beim 16:14-Sieg gegen die Pittsburgh Steelers Matt Stover in der Anzahl der meisten für das Team erzielten Punkte.
Am 5. Mai 2025 wurde Tucker von den Ravens entlassen.

## Ravens-Franchise-Rekorde
- Meiste Field Goals in einer Saison – 38 (2013)
- Meiste Punkte erzielt in einer Saison – 140 (2013)
- Meiste Field Goals in einem Spiel – 6 (2013)
- Längstes Field Goal – 66 Yards (2021)

## NFL-Rekorde
- Längstes Field Goal in einem geschlossenen Stadion – 66 Yards (26. September 2021 vs. Detroit Lions)
- Längstes Field Goal in der Geschichte der NFL – 66 Yards (26. September 2021 vs. Detroit Lions)
- Erster Kicker mit Field Goals von jenseits der 20, 30, 40, 50 und 60-Yard-Linie innerhalb eines Spiels (2013)